# Júiči Nišimura
Júiči Nišimura (japonsky 西村 雄一; * 17. dubna 1972, Tokio, Japonsko) je japonský mezinárodní fotbalový rozhodčí. Jako mezinárodní rozhodčí působí od roku 2004. Rozhodoval zápasy na MS 2010 a MS 2014. Na MS 2010 v Jihoafrické republice řídil 4 zápasy. Na MS 2014 v Brazílii rozhodoval úvodní zápas celého šampionátu mezi domácí Brazílií a Chorvatskem. V zápase odpískal spornou penaltu po zákroku chorvatského stopera Dejana Lovrena na brazilského útočníka Freda.